# Fornicocassis rufocincta
Fornicocassis rufocincta es una especie de insecto coleóptero de la familia Chrysomelidae. Fue descrita en 1917 por Spaeth.